# Namissiguima (Centro-Nord)
Namissiguima è un dipartimento del Burkina Faso classificato come comune, situato nella Provincia  di Sanmatenga, facente parte della Regione del Centro-Nord.
Il dipartimento si compone del capoluogo e di altri 10 villaggi: Balbou, Baskondo, Issao, Koglobaraogo, Koundibokin, Nawoubkiba, Nionranga, Pickoutenga–Peulh, Tamsin e Tansablougou.